# 1250-es évek
Évszázadok: 12. század · 13. század · 14. század
Évtizedek: 1200-as évek · 1210-es évek · 1220-as évek · 1230-as évek · 1240-es évek · 1250-es évek · 1260-as évek · 1270-es évek · 1280-as évek · 1290-es évek · 1300-as évek
Évek: 1250 · 1251 · 1252 · 1253 · 1254 · 1255 · 1256 · 1257 · 1258 · 1259